# ایلوله امالو
ایلوله امالو (به عربی: إیلولة أمالو) یک شهرداری در الجزایر است که در استان تیزی وزو واقع شده‌است.